# 崇光岩
崇光岩，位于中国广东省揭阳市市区黄岐山，为揭阳市的一个市、县级文物保护单位，类型为古建筑，公布时间为1993年。
崇光岩的历史年代为明代。